# Cyclichthys orbicularis
Cyclichthys orbicularis · Poisson porc-épic orbiculaire, Poisson porc-épine bécard
Espèce

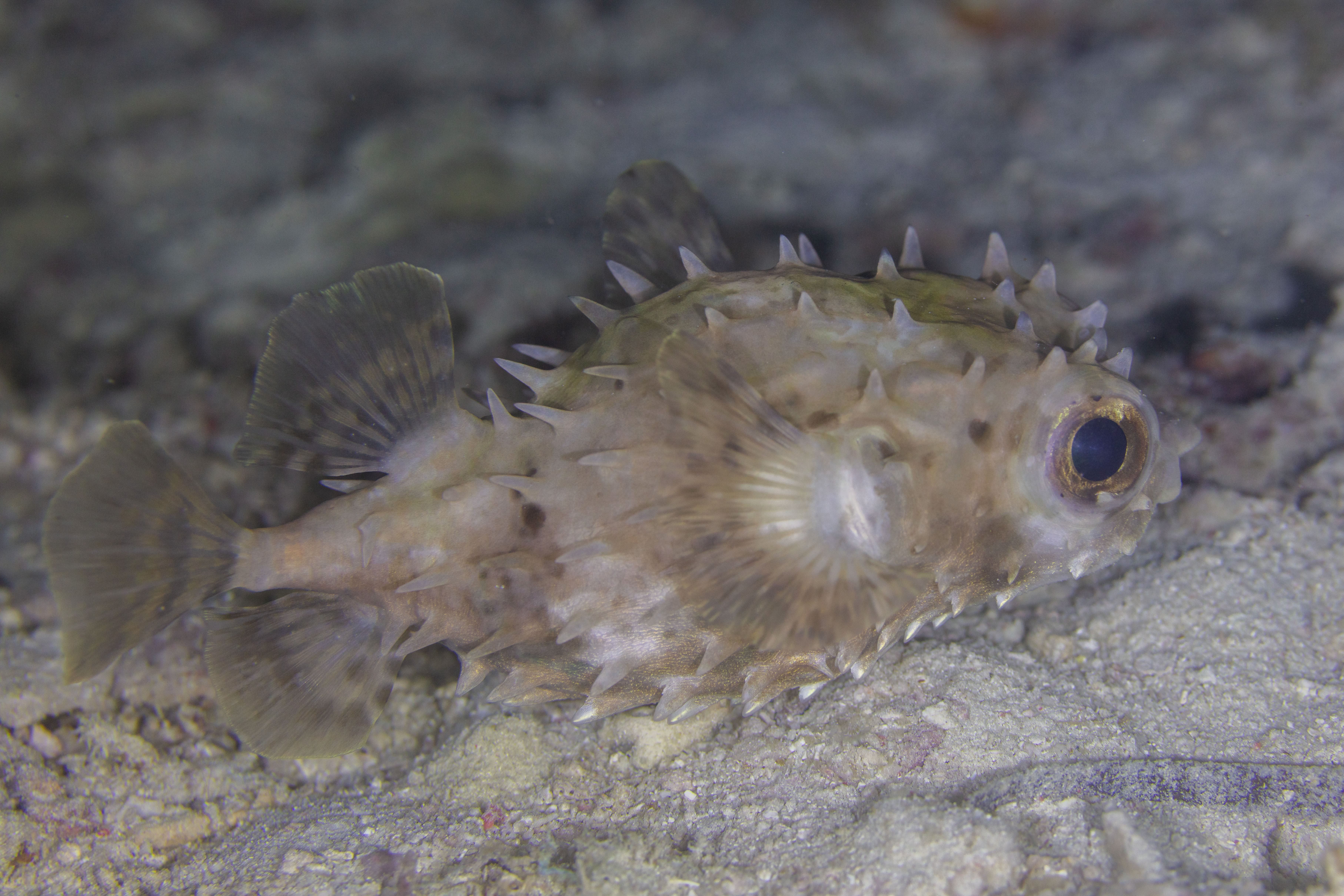
Cyclichthys orbicularis a Zanzibar, Tanzanie

Cyclichthys orbicularis, communément nommé Poisson porc-épic orbiculaire ou Poisson porc-épine bécard, est une espèce de poissons marins de la famille des Diodontidae.
Le Poisson porc-épic orbiculaire est présent dans les eaux tropicales de la région Indo-Ouest Pacifique, de la Mer Rouge aux Philippines.
Sa taille maximale est de 30 cm .

## Synonymes taxonomiques
- Atinga orbicularis coeruleus le Danois, 1959
- Chilomycterus orbicularis (Bloch, 1785)
- Chilomycterus parcomaculatus von Bonde, 1923
- Diodon caeruleus Quoy & Gaimard, 1824
- Diodon orbicularis Bloch, 1785